# Puchar Zdobywców Pucharów (1972/1973)
XIII Puchar Europy Zdobywców Pucharów 1972/1973

(ang. European Cup Winners' Cup)

## 1/16 finału
| SC Bastia - Atlético Madryt 0:0 i 1:2 1 14.09 1972 (mecz w Ajaccio) 2 26.09 1972 1:0 Felix 21, 1:1 Salcedo 33, 1:2 Luis Aragonés 59 |
| Floriana FC - Ferencváros TC 1:0 i 0:6 1 20.09 1972 1:0 L.Arpa 2 2 27.09 1972 0:1 A.Kü 28, 0:2 Branikovits 36, 0:3 Szöke 43, 0:4 Mucha 47, 0:5 Branikovits 53, 0:6 A.Kü 76 |
| FC Schalke 04 - Sławia Sofia 2:1 i 3:1 1 13.09 1972 1:0 Rüssmann 8, 2:0 Fischer 52, 2:1 Georgijew 88 2 27.09 1972 1:0 H.Kremers 4, 1:1 Żelazkow 39, 1:2 Tasew 62 (mecz przerwany po 65 minutach gry) 2 28.09 1972 1:0 Braun 4, 2:0 Scheer 32, 3:0 Lütkebohmert 73, 3:1 Michajłow 90 (powtórzenie przerwanego meczu) |
| Standard Liège - Sparta Praga 1:0 i 2:4 1 13.09 1972 1:0 Dewalque 69 2 27.09 1972 0:1 Kara 1, 1:1 Takac 21, 1:2 Kara 60, 1:3 Kara 69, 1:4 Urban 73, 2:4 Henrotay 87 |
| Spartak Moskwa - FC Den Haag 1:0 i 0:0 1 13.09 1972 1:0 Bułhakow 55 2 27.09 1972 |
| Knattspyrnufélagið Víkingur - Legia Warszawa 0:2 i 0:9 1 13.09 1972 0:1 Białas 60, 0:2 Balcerzak 62 2 27.09 1972 0:1 Białas 6, 0:2 Pieszko 17, 0:3 Białas 44k, 0:4 Stachurski 46, 0:5 Pieszko 47, 0:6 Deyna 60, 0:7 Pieszko 67, 0:8 Ćmikiewicz 84k, 0:9 Deyna 88                                                    |
| MKE Ankaragücü - Leeds United 1:1 i 0:1 1 13.09 1972 0:1 Jordan 44, 1:1 Mujdat 50k 2 27.09 1972 0:1 Jordan 68 |
| Hajduk Split - Fredrikstad FK 1:0 i 1:0 1 13.09 1972 1:0 Nadoveza 12 2 27.09 1972 1:0 Nadoveza 25 |
| Rapid Wiedeń - PAOK FC 0:0 i 2:2 1 13.09 1972 2 27.09 1972 1:0 Gallos 22, 1:1 Aslanidis 32k, 2:1 Krankl 43, 2:2 Sarafis 90 |
| FC Zürich - Wrexham F.C. 1:1 i 1:2 1 13.09 1972 1:0 Künzli 47, 1:1 Kinsey 48 2 27.09 1972 1:0 Martinelli 48, 1:1 Ashcroft 63, 1:2 Sutton 74 |
| Sporting CP - Hibernian F.C. 2:1 i 1:6 1 13.09 1972 1:0 Fraguito 59, 2:0 Manaca 61, 2:1 Duncan 69 2 27.09 1972 0:1 Gordon 28, 1:1 Yazalde 42, 1:2 Gordon 59, 1:3 O'Rourke 55, 1:4 O'Rourke 63, 1:5 O'Rourke 80k, 1:6 Manaca 87s                                                                                     |
| Rapid Bukareszt - Landskrona BoIS 3:0 i 0:1 1 13.09 1972 1:0 Stelian 43, 2:0 Stelian 70, 3:0 Angulescu 82 2 27.09 1972 0:1 Lindgren 32 |
| Pezoporikos Larnaka - Cork Hibernians 1:2 i 1:4 1 10.09 1972 0:1 Lawson 25k, 1:1 Duffy 57, 1:2 Sheehan 75 (mecz w Cork) 2 13.09 1972 0:1 Wallace 21, 0:2 Lawson 45, 1:2 Miller 70, 1:3 Lawson 72, 1:4 Dennehy 85 |
| Fremad Amager - KS Besa 1:1 i 0:0 1 13.09 1972 0:1 Merhori 15, 1:1 Ryde 67 2 27.09 1972 (mecz w Durrës) |
| FC Carl Zeiss Jena - Mikkelin Palloilijat 6:1 i 2:3 1 13.09 1972 1:0 Vogel 13, 1:1 Kaariainen 18, 2:1 Vogel 49, 3:1 Vogel 79k, 4:1 Stein 82, 5:1 Stein 87, 6:1 Stein 90 2 27.09 1972 0:1 Kangaskorpi 12, 0:2 Vanhanen 29, 1:2 Vogel 36, 1:3 Toivola 69, 2:3 Schneiter 73                                            |
| Red Boys Differdange - A.C. Milan 1:4 i 0:3 |

## 1/8 finału
| Rapid Wiedeń - Rapid Bukareszt 1:1 i 1:3 1 25.10 1972 1:0 Gallos 10, 1:1 Neagu 65 2 08.11 1972 0:1 Krankl 39s, 1:1 Hof 50, 1:2 Boc 75, 1:3 Petreanu 83                                                                                     |
| FC Carl Zeiss Jena - Leeds United 0:0 i 0:2 1 25.10 1972 2 08.11 1972 0:1 Cherry 55, 0:2 Jones 63 |
| Wrexham F.C. - Hajduk Split 3:1 i 0:2 1 25.10 1972 1:0 Tinnion 32, 2:0 Smalman 47, 2:1 Jovanić 54, 3:1 Mužinić 64s 2 08.11 1972 0:1 Nadoveza 13, 0:2 Nadoveza 26k                                                                          |
| Cork Hibernians - FC Schalke 04 0:0 i 0:3 1 25.10 1972 2 08.11 1972 0:1 Ehmke 14, 0:2 Braun 15, 0:3 E.Kremers 68k |
| Atlético Madryt - Spartak Moskwa 3:4 i 2:1 1 25.10 1972 0:1 Piskariew 39, 0:2 Redin 42, 0:3 Bułhakow 77, 1:3 Luis Aragonés 79k, 2:3 Ovejero 86, 2:4 Redin 87, 3:4 Becerra 90 2 08.11 1972 1:0 Salcedo 11, 2:0 Salcedo 55, 2:1 Chusainow 59 |
| Hibernian F.C. - KS Besa 7:1 i 1:1 1 25.10 1972 1:0 Cropley 12, 2:0 O'Rourke 14, 3:0 O'Rourke 52, 4:0 Brownlie 55, 5:0 Duncan 57, 6:0 O'Rourke 61, 7:0 Duncan 64, 7:1 Kariqi 72 2 08.11 1972 1:0 Pagria 54, 1:1 Gordon 60 (mecz w Durrës)  |
| Ferencváros TC - Sparta Praga 2:0 i 1:4 1 25.10 1972 1:0 A.Kü 46, 2:0 Mucha 72 2 08.11 1972 0:1 Barton 6, 1:1 Mucha 33, 1:2 Urban 45, 1:3 Barton 53, 1:4 Urban 80                                                                          |
| Legia Warszawa - A.C. Milan 1:1 i 1:2 (dog) 1 25.10 1972 0:1 Golin 75, 1:1 Deyna 79 2 08.11 1972 0:1 Zignoli 10, 1:1 Pieszko 44, 1:2 Chiarugi 118                                                                                          |

## 1/4 finału
| Leeds United - Rapid Bukareszt 5:0 i 3:1 - 07.03 1973 1:0 Giles 14, 2:0 Clarke 26, 3:0 Lorimer 32, 4:0 Lorimer 50, 5:0 Jordan 60 - 21.03 1973 1:0 Bates 2, 2:0 Jones 23, 2:1 D.Dumitru 62, 3:1 Jones 75          |
| Hibernian F.C. - Hajduk Split 4:2 i 0:3 - 07.03 1973 1:0 Gordon 7, 2:0 Gordon 26, 2:1 Hievnjak 38, 3:1 Duncan 47, 4:1 Gordon 60, 4:2 Hievnjak 77 - 21.03 1973 0:1 Bosković 16, 0:2 Hievnjak 23, 0:3 Blackley 53s |
| FC Schalke 04 - Sparta Praga 2:1 i 0:3 - 07.03 1973 0:1 Barton 21, 1:1 Ehmke 41, 2:1 Rüssmann 44 - 21.03 1973 0:1 Jurkanin 1, 0:2 Kara 63, 0:3 Barton 82                                                         |
| Spartak Moskwa - A.C. Milan 0:1 i 1:1 - 07.03 1973 0:1 Benetti 62 (mecz w Soczi) - 21.03 1973 0:1 Bigon 2, 1:1 Piskariew 7                                                                                       |

## 1/2 finału
| Leeds United - Hajduk Split 1:0 i 0:0 1 11.04 1973 1:0 Clarke 20 2 25.04 1973                 |
| A.C. Milan - Sparta Praga 1:0 i 1:0 1 11.04 1973 1:0 Chiarugi 68 2 25.04 1973 1:0 Chiarugi 74 |

## Finał
| 16 maja 1973 Saloniki Stadion Kaftanzoglio (Καυτατζόγλειο) (40 154) A.C. Milan - Leeds United 1:0 (1:0) Sędzia: Christo Michas (Grecja) Bramki: 1:0 Luciano Chiarugi 4w Żółte kartki: Angelo Anquilletti / Trevor Cherry Czerwone kartki: Riccardo Sogliano 88 / Norman Hunter 88 Associazione Calcio Milan (trener Nereo Rocco): Villiam Vecchi - Giuseppe Sabadini, Giulio Zignoli, Angelo Anquilletti, Maurizio Turone, Roberto Rosato (59 Dario Dolci), Gianni Rivera (kapitan), Romeo Benetti, Riccardo Sogliano, Albertino Bigon, Luciano Chiarugi Leeds United Association Football Club (trener Donald "Don" Revie): David Harvey - Paul Reaney, Trevor Cherry, Mick Bates, Paul Madeley, Norman Hunter, Frank Gray, Terry Yorath (54 Gordon McQueen), Peter Lorimer, Joe Jordan, Mick Jones |

źródło